# بنی قیس (روستا)
 بنی قیس  (در عربی:  بَنی قیَس)
نام روستایی است در دهستان بَنُو قیَس از توابع استان حَجّه در کشور یمن در شبه جزیره عربستان.

## جمعیت
جمعیت آن (۲۳۸ ) نفر (۱۷ خانوار) می‌باشد.